# Глазурь (кулинария)

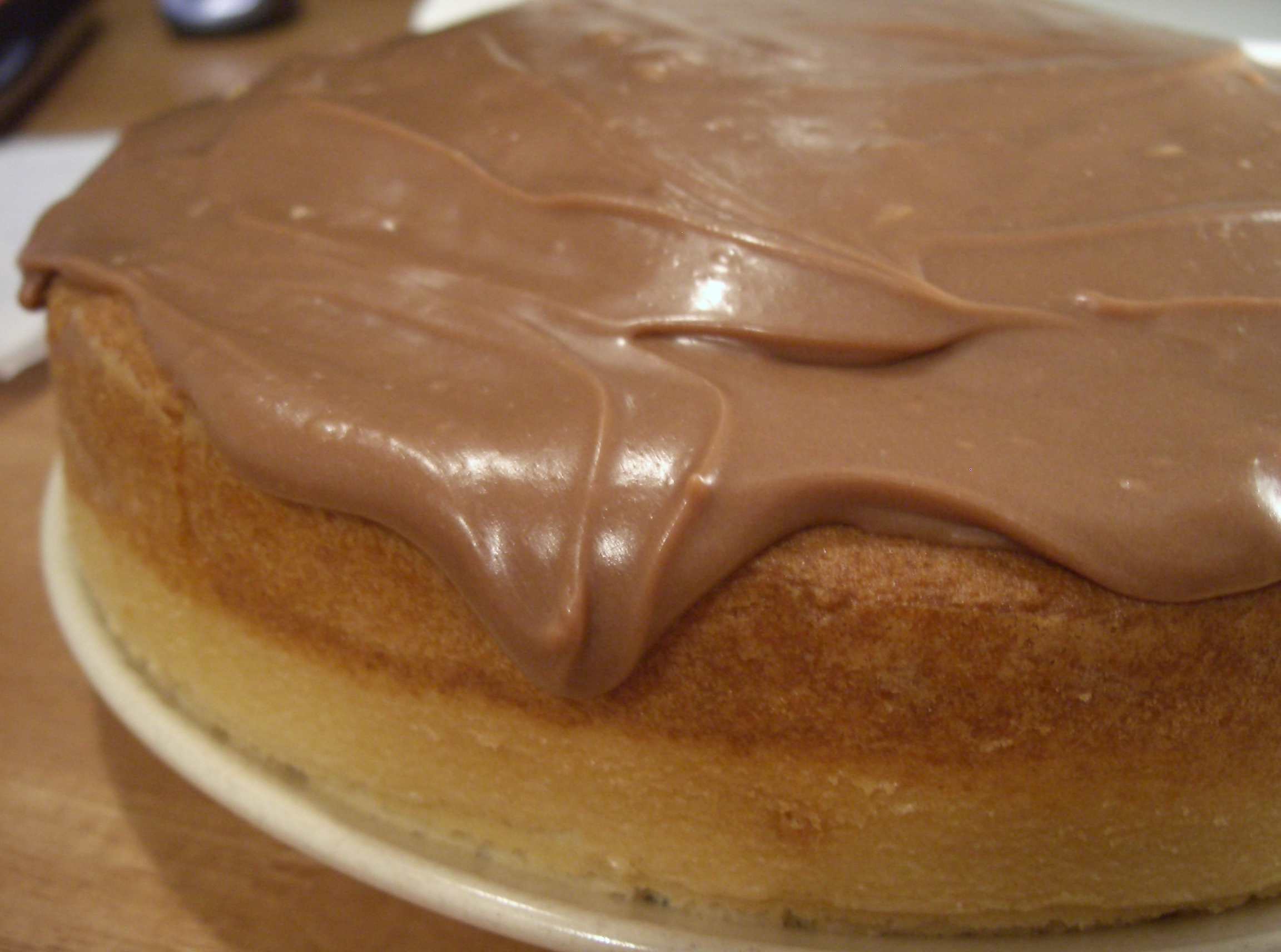
Пирог, покрытый шоколадной глазурью

Глазурь — кондитерский полуфабрикат, покрытие на поверхности кондитерских изделий, например: конфет, пряников, тортов, пирожных, мороженого.
Глазурь изготовляют из тонкоизмельчённых компонентов: сахара и (или) его заменителей, масла какао и (или) жиров — эквивалентов или заменителей масла какао или без них, тёртого какао и (или) какао-порошка или без них, и других пищевых компонентов. Используется в домашней кухне и при фабричном производстве кондитерских изделий.

## История
Покрытие тортов сахарной пудрой или другими материалами было введено в XVII веке. Глазурь была нанесена на пирог, а затем затвердела в духовке. Самое раннее упоминание глагола «заморозить» в этом смысле датируется примерно 1600 годом, а существительным «замороженный» — 1683 годом. А слово «глазурь» было впервые засвидетельствовано в 1750 году.

## Виды

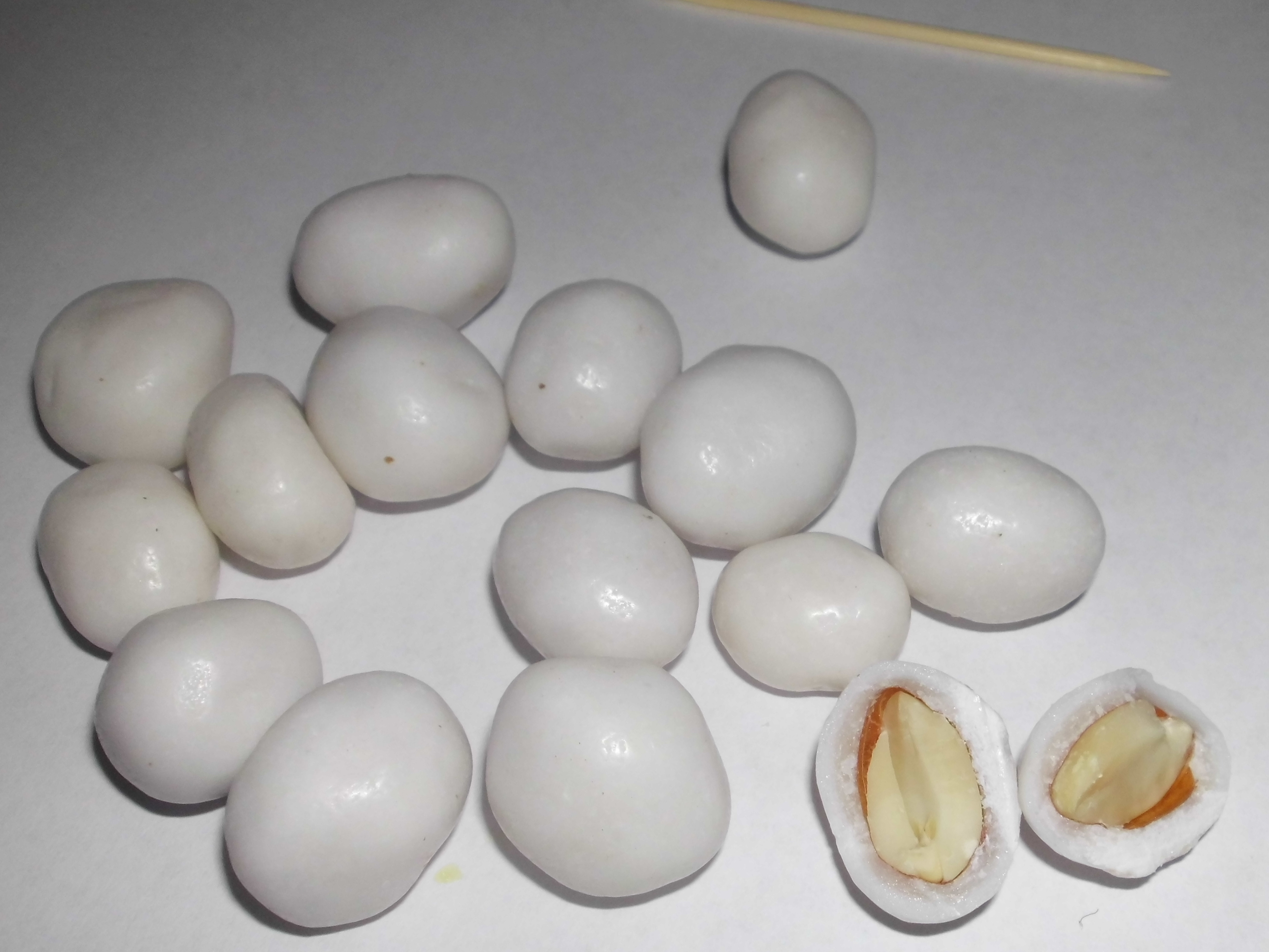
Драже «Арахис в сахарной глазури»

- Шоколадная глазурь — глазурь, в состав которой входит не менее 25 % общего сухого остатка какао-продуктов, в том числе не менее 12 % масла какао.
- Молочная шоколадная глазурь — глазурь, в состав которой входят не менее 15 % общего сухого остатка какао, не менее 5 % масла какао, не менее 12 % сухих веществ молока и (или) продуктов его переработки, не менее 2,5 % молочного жира.
- Белая шоколадная глазурь — глазурь, в состав которой входят не менее 10 % масла какао, не менее 14 % сухих веществ молока и (или) продуктов его переработки, в том числе не менее 2,5 % молочного жира.
- Кондитерская глазурь — глазурь, состоящая из сахара, какао-продуктов и жира — заменителя масла какао лауринового или нелауринового типа.
- Сахарная глазурь — глазурь, состоящая из сахара и воды, содержащая не менее 78 % сухих веществ[1].